# Дърам Хаус
Дърам Хаус е историческата резиденция на Епископа на Дърам на улица Странд. Градините ѝ са слизали до река Темза.

## История

### Произход
Епископ Томас Хатфийлд построил разкошния дворец Дърам Хаус около 1345. Той разполагал с огромен параклис и салон с висок таван, поддържан от мраморни колони. Откъм улица Странд портата водела към голям двор. Салонът и параклисът гледали към входа, а апартаментите били с лице към реката.
Според сведения от това време Дърам Хаус е бил прекрасен дворец, подходящ за принц. Хенри IV, синът му Хенри, Принц на Уелс (по-късно става Хенри V) и тяхната свита са отсядали веднъж в резиденцията.

### Епохата на Тюдорите
Дърам Хаус остава епископски дворец до момента, когато епископ Катбърт Танстъл го отстъпва на Хенри VIII, който в замяна обещава да обезщети епископа с други имоти, но така и не спазва това си обещание. На свой ред Хенри дарява двореца на дъщеря си Елизабет. По-късно синът на Хенри, Едуард потвърждава дарението, като по този начин лишава Танстъл от неговата епархия. Въпреки това, Мери отнема двореца от Елизабет и го връща на Танстъл, заедно с епархията му.
Лейди Джейн Грей сключва брак в Дърам Хаус през май 1553 с Гилфорд Дъдли.
След качването си престола, Елизабет си връща владението над Дърам Хаус и го запазва за себе си до 1583, когато го дава на Уолтър Роли. Роли харчи £2000 за ремонт и живее там до смъртта на Елизабет. Тогава Роли губи влиянието си в двора и епископ Тобайъс Матю предявява претенциите си към Дърам Хаус. Крал Джеймс I одобрява искането.

### Упадък
Нито Матю, нито някой от следващите епископи живели в Дърам Хаус. В резултат дворецът западнал. Конюшните били разрушени за да се направи нов пазар. Най-запазената част от двореца била обитавана от Томас Ковънтри, 1-ви Барон Ковънтри, който умира там през 1640. Това, което останало от сградата, впоследствие е придобито от Филип Хърбърт, 5-и граф на Пемброук. Той го наема от епархията за £200 годишно и възнамерява да построи хубава къща на мястото, но така и не го прави. Вместо това, той направил улица Дърам, която минавала през старите останки надолу до реката и чийто горен край на улица Странд все още съществува.
Последната част от останките е разчистена в началото на управлението на Джордж III.